# Astragalus kashgakius
Astragalus kashgakius är en ärtväxtart som beskrevs av Ahmed Ahmad Parsa. Astragalus kashgakius ingår i släktet vedlar, och familjen ärtväxter. Inga underarter finns listade i Catalogue of Life.